# Pristimantis colomai
Espèce
Synonymes
- Eleutherodactylus colomai Lynch & Duellman, 1997

Statut de conservation UICN

 VU  : Vulnérable
Pristimantis colomai est une espèce d'amphibiens de la famille des Craugastoridae.

## Répartition
Cette espèce se rencontre entre 830 et 1 200 m d'altitude sur la cordillère Occidentale :
- en Équateur dans la province d'Esmeraldas ;
- en Colombie dans le département de Nariño.

## Description
Les mâles mesurent de 16,5 à 17,8 mm

## Étymologie
Cette espèce est nommée en l'honneur de Luis Aurelio Coloma.

## Publication originale
- Lynch & Duellman, 1997 : Frogs of the genus Eleutherodactylus (Leptodactylidae) in western Ecuador: systematics, ecology, and biogeography. Special Publication, Natural History Museum, University of Kansas, no 23, p. 1-236 (texte intégral).